# Yassine Bounou
Yassine Bounou (* 5. dubna 1991 Montréal), známý jako Bono, je marocký profesionální fotbalový brankář, který chytá za saúdskoarabský klub Al Hilal FC a za marocký národní tým.

## Klubová kariéra

### Wydad Casablanca
Bono se narodil v kanadském městě Montréal, ale již v brzkém věku se přesunul s rodinou do Maroka. Od svých 8 let působil v akademii klubu Wydad Casablanca. V roce 2010 se přesunul do A-týmu nejúspěšnější klubu v zemi.

### Atlético Madrid
Dne 14. června 2012 se Bono přesunul do španělského Atlética Madrid. Bono chytal zejména za rezervní tým Atlética; v brankářské hierarchii totiž před ním stál Thibaut Courtois a Daniel Aranzubia.
Dne 31. května 2013 podepsal s klubem novou čtyřletou smlouvu. Svého nesoutěžního debutu v klubu se dočkal 24. července 2014 při výhře 1:0 v přátelském utkání proti CD Numancia.

#### Zaragoza (hostování)
V září 2014 odešel Bono na roční hostování do druholigového Realu Zaragoza. V první polovině sezóny byl brankářskou dvojkou za Óscarem Whalleym. Svůj ligový debut si odbyl 11. ledna 2015 při prohře 5:3 s UD Las Palmas. V následujících čtyřech utkáních však neinkasoval a udržel si tak místo v základní sestavě. V sezóně odchytal 16 ligových utkání a pomohl klubu ke konečné 4. příčce zajišťující účast v postupovém play-off. V prvním zápase semifinále proti Gironě dostal překvapivě přednost Whalley, ten ale svými chybami přispěl k prohře 0:3. V odvetném zápase nastoupil opět Bono a pomohl k postupu Zaragozy do finále po výhře 4:1. Zaragoza se ve finále střetla s UD Las Palmas, ale po výsledcích 3:1 a 0:2 do nejvyšší soutěže nepostoupila.
V červenci 2015 se Bono vrátil zpátky do Zaragozy v rámci dalšího ročního hostování. Sezónu 2015/16 začal jako brankářská jednička klubu, nicméně na konci ledna o tuto pozici přišel a pravidelně začal chytat Manu Herrera. V sezóně tak Bono odchytal celkem 19 utkání, ve kterých udržel 9 čistých kont.

### Girona
Dne 12. července 2016 se Bono stal hráčem druholigové Girony, se kterou podepsal dvouletý kontrakt. V první sezóně se o minuty v brance dělil s Reném Románem, kdy odchytal přesně polovinu ligových zápasů. Tato taktika Gironě vyšla a z druhé příčky postoupila do nejvyšší soutěže.
Sezónu 2017/18 začal Bono jako brankář číslo dva za Gorkou Iraizozem. 23. října se však dočkal svého debutu v La Lize, a to při výhře 2:1 nad Deportivem La Coruña. Do konce sezóny se již pravidelně objevoval v základní jedenáctce Girony, která zakončila sezónu na 10. příčce.
V následující sezóně vynechal Bono pouze 6 utkání v nejvyšší soutěži, a to zpravidla kvůli menším zranění. V lednu 2019 prodloužil svou smlouvu do léta 2021. Nedokázal však odvrátit sestup Girony zpátky do Segunda División z 19. místa v lize.

### Sevilla
Dne 2. září 2019, po sestupu s Gironou, odešel Bono na roční hostování do prvoligové Sevilly. Bono byl brankářskou dvojkou za Tomášem Vaclíkem, nicméně pravidelně nastupoval v domácím poháru a v Evropské lize. Bono odchytal pět ze šesti zápasů v základní skupině (k postupu přispěl udržením tří čistých kont), odvetný zápas šestnáctifinále proti Kluži (remíza 0:0 a postup Sevilly), osmifinále proti AS Řím (výhra 2:0), čtvrtfinále proti Wolverhamptonu Wanderers (výhra 1:0 a chycená penalta Raúla Jiméneze), semifinále proti Manchesteru United (výhra 2:1) i finále proti Interu Milán (výhra 3:2).
Dne 4. září 2020 přestoupil Bono do Sevilly natrvalo a podepsal s klubem čtyřletý kontrakt. 24. září odehrál celý zápas Superpoháru UEFA proti Bayernu Mnichov, ve kterém Sevilla bavorskému klubu podlehla po prodloužení 1:2. V sezóně přebral po Vaclíkovi pozici brankářské jedničky. 20. března 2021 v poslední minutě ligového střetnutí s Realem Valladolid vstřelil svůj první gól v kariéře a zajistil klubu bod za remízu 1:1. Se Sevillou Bono dokráčel až do semifinále Copa del Rey a do osmifinále Ligy mistrů, v lize Sevilla skončila na 4. příčce.
V dubnu 2022 prodloužil smlouvu s andaluským klubem do roku 2025. 21. dubna odchytal stý zápas za Sevillu, když přispěl k výhře nad Levante.

## Reprezentační kariéra
Bono měl možnost reprezentovat Kanadu a Maroko.
V srpnu 2013 byl Bono poprvé povolán do marocké reprezentace. Svého reprezentačního debutu se dočkal 15. srpna při prohře 1:2 proti Burkině Faso v Tangeru.
V květnu 2018 byl Bono nominován na závěrečný turnaj Mistrovství světa 2018 do Ruska. Na turnaji však dostal před ním přednost Munir Mohamedi
Na Africkém poháru národů 2019 byl reprezentační jedničkou a dovedl Maroko do osmifinále, ve kterém podlehli Beninu po penaltovém rozstřelu.
Bono byl jedničkou i na Africkém poháru národů 2021 v Kamerunu, kde Maroko skončilo ve čtvrtfinále.

## Statistiky

### Klubové
K 29. srpnu 2022
| Klub             | Sezóna  | Liga             | Liga   | Liga | Pohár  | Pohár | Kontinentální poháry | Kontinentální poháry | Ostatní | Ostatní | Celkem | Celkem |
| Klub             | Sezóna  | Liga             | Zápasy | Góly | Zápasy | Góly  | Zápasy               | Góly                 | Zápasy  | Góly    | Zápasy | Góly   |
| ---------------- | ------- | ---------------- | ------ | ---- | ------ | ----- | -------------------- | -------------------- | ------- | ------- | ------ | ------ |
| Wydad Casablanca | 2010/11 | Botola           | 0      | 0    | 0      | 0     | 1                    | 0                    | —       | —       | 1      | 0      |
| Wydad Casablanca | 2011/12 | Botola           | 6      | 0    | 0      | 0     | 0                    | 0                    | —       | —       | 6      | 0      |
| Wydad Casablanca | Celkem  | Celkem           | 6      | 0    | 0      | 0     | 1                    | 0                    | —       | —       | 7      | 0      |
| Atlético Madrid  | 2013/14 | La Liga          | 0      | 0    | 0      | 0     | 0                    | 0                    | 0       | 0       | 0      | 0      |
| Zaragoza (host.) | 2014/15 | Segunda División | 19     | 0    | 0      | 0     | —                    | —                    | —       | —       | 19     | 0      |
| Zaragoza (host.) | 2015/16 | Segunda División | 19     | 0    | 0      | 0     | —                    | —                    | —       | —       | 19     | 0      |
| Zaragoza (host.) | Celkem  | Celkem           | 38     | 0    | 0      | 0     | —                    | —                    | —       | —       | 38     | 0      |
| Girona           | 2016/17 | Segunda División | 21     | 0    | 0      | 0     | —                    | —                    | —       | —       | 21     | 0      |
| Girona           | 2017/18 | La Liga          | 30     | 0    | 1      | 0     | —                    | —                    | —       | —       | 31     | 0      |
| Girona           | 2018/19 | La Liga          | 32     | 0    | 0      | 0     | —                    | —                    | —       | —       | 32     | 0      |
| Girona           | Celkem  | Celkem           | 83     | 0    | 1      | 0     | —                    | —                    | —       | —       | 84     | 0      |
| Sevilla (host.)  | 2019/20 | La Liga          | 6      | 0    | 2      | 0     | 10                   | 0                    | —       | —       | 18     | 0      |
| Sevilla          | 2020/21 | La Liga          | 33     | 1    | 6      | 0     | 5                    | 0                    | 1       | 0       | 45     | 1      |
| Sevilla          | 2021/22 | La Liga          | 31     | 0    | 0      | 0     | 10                   | 0                    | —       | —       | 41     | 0      |
| Sevilla          | 2022/23 | La Liga          | 3      | 0    | 0      | 0     | 0                    | 0                    | —       | —       | 3      | 0      |
| Sevilla          | Celkem  | Celkem           | 73     | 1    | 8      | 0     | 25                   | 0                    | 1       | 0       | 107    | 1      |
| Celkem           | Celkem  | Celkem           | 200    | 1    | 9      | 0     | 26                   | 0                    | 1       | 0       | 236    | 1      |

### Reprezentační
K 29. srpnu 2022
| Maroko | Maroko | Maroko |
| Rok    | Zápasy | Góly   |
| ------ | ------ | ------ |
| 2013   | 1      | 0      |
| 2014   | 0      | 0      |
| 2015   | 3      | 0      |
| 2016   | 2      | 0      |
| 2017   | 2      | 0      |
| 2018   | 4      | 0      |
| 2019   | 10     | 0      |
| 2020   | 4      | 0      |
| 2021   | 8      | 0      |
| 2022   | 9      | 0      |
| Celkem | 43     | 0      |

## Ocenění

### Klubová

#### Wydad Casablanca
- Botola: 2009/10
- Liga mistrů CAF: 2011 (druhé místo)

#### Atlético Madrid
- Primera División: 2013/14[49]

#### Sevilla
- Evropská liga UEFA: 2019/20[50], 2022/23
- Superpohár UEFA: 2020 (druhé místo)

### Individuální
- Zamora Trophy (nejvíce čistých kont v sezóně Primera División): 2021/22[51]
- Jedenáctka sezóny Evropské ligy UEFA: 2019/20[52]
- Nejlepší africký hráč La Ligy: 2021/22[53]
- CIES La Liga Team of the Season: 2021/22[54]
- Nejlepší marocký brankář: 2021/22